# Ortaköy, Çatalpınar
Ortaköy là một xã thuộc huyện Çatalpınar, tỉnh Ordu, Thổ Nhĩ Kỳ. Dân số thời điểm năm 2010 là 975 người.